# Markus Happe
Markus Happe (Münster, 11 febbraio 1972) è un ex calciatore tedesco, di ruolo difensore.

## Palmarès

### Club

#### Competizioni nazionali
- Coppa di Germania: 3

Bayer Leverkusen: 1992-1993
Schalke 04: 2000-2001, 2001-2002